# Webinhalt
Webinhalte oder Internetinhalte (englisch Web content) sind digitale Medieninhalte, die im Web veröffentlicht wurden und abrufbar sind. Sie sind die Gesamtheit dessen, was auf Websites nutzbar ist.
Louis Rosenfeld und Peter Morville schreiben dazu in „Information Architecture for the World Wide Web“: „Wir definieren Inhalte ganz allgemein als das gesamte „Zeug“ auf ihrer Website. Das kann Dokumente, Daten, Anwendungen, E-Services, Bilder, Audio- und Videodateien, persönliche Webseiten, archivierte E-Mails und noch mehr beinhalten. Wir fassen darunter zukünftiges als auch aktuelles Zeug.“